# 李期
李期（314年—338年），字世運，是十六国時期成汉政权的皇帝。为李雄第四子。

## 生平

### 早年
李期聰慧好學，二十歲時就能作文章，輕財物而好施捨，虛心招納人才。初任建威將軍，其父李雄讓兒子們和宗室的子弟們各自憑恩德信義聚集徒眾，多的不到數百人，可是李期單單招到了上千人。他推薦的人，李雄多半任用，所以長史、列署有不少出自他的門下。

### 登位
玉衡二十四年（334年），李雄死，由兄子太子李班繼位。李雄之子李越回成都奔喪時與李期殺掉李班。
众人原本拥戴李越继位，但李越因为李期多才多兿、并由皇后任氏（李雄正妻）養大而让李期继位。李期即位改元玉恆。李期即位後，首先誅殺李班的弟弟（一作哥哥）李都，派堂叔李壽到涪城討伐李都之弟李玝，李玝棄城投降東晉。李期封李壽為漢王，任命他為梁州刺史、東羌校尉、中護軍、錄尚書事；封兄長李越為建寧王，任命為相國、大將軍、錄尚書事。立妻子閻氏為皇后。任命衛將軍尹奉為右丞相、驃騎將軍、尚書令，王瑰為司徒。李期自認為圖謀大事已經成功，不重視各位舊臣，在外則信任尚書令景騫、尚書姚華、田褒。田褒沒有別的才能，李雄在位時期，曾勸其立李期為太子，所以李期非常寵幸厚待他。對內則相信宦官許涪等人。國家的刑獄政事，很少讓卿相過問，獎賞和刑罰，都由這幾個人決定，於是國家的法紀紊亂。竟然誣陷尚書僕射、武陵公李載謀反，致使李載被下獄而死。在此之前，東晉建威將軍司馬勛屯兵漢中，李期派李壽攻陷漢中，於是設置守官，設防於南鄭。
李雄的兒子李霸、李保都無病而死，都說是李期毒死了他們，於是大臣們心懷恐懼，人人不能心安。李期誅殺夷滅了很多人家，抄沒他們的婦女和財物來充實自己的後庭，宮內宮外人心惶惶，路上相見也只敢用目光打招呼，勸諫的人都定了罪，人人只想苟且免禍。李期又毒死李壽的養弟安北將軍李攸，和李越、景騫、田褒、姚華商議襲擊李壽等人，打算燒毀市橋而發兵。李期又多次派中常侍許涪到李壽那裡去，察看他的動靜。
李攸死後，李壽非常害怕，又疑心許涪往來頻繁的情況。於玉恒四年（338年），率領一萬步兵、騎兵，從涪城出發前往成都，聲稱景騫、田褒擾亂朝政，所以發動晉陽兵士，以清除李期身邊的惡人。李壽到達成都，李期、李越沒料到他會來，一向不加防備，李壽於是佔領成都，駐兵到宮門前。李期派侍中慰勞李壽，李壽上奏章說李越、景騫，田褒、姚華、許涪、征西將軍李遐、將軍李西等人都心懷奸詐擾亂朝政，圖謀傾覆社稷，大逆不道，罪該誅殺。李期順從了李壽的意見，於是殺死李越、景騫等人。李壽假託太后任氏的名義下令，將李期廢為“邛都縣公”，幽禁在別宮內。李期嘆息說天下的君主竟然成了一個小小的縣公，真是生不如死。同年（338年），李期自缢而死，時年25歲，諡號幽公。

## 妻子
- 阎皇后

## 延伸阅读
[在维基数据编辑]
 《晉書·卷121》，出自房玄齡《晉書》